# Polydnaviriformidae
Die Polydnaviriformidae (früher Polydnaviridae, Polydnaviren) sind eine Familie behüllter Viriformer, d. h. virusartiger Partikel mit doppelsträngigem, segmentierten DNA-Genom, welche in das Genom von einigen Schlupfwespen integriert sind und als viraler Vektor zur Beeinflussung der Wirte der Schlupfwespenlarven dienen. Die Familie enthält zwei Gattungen mit geringer Homologie zueinander, Ichnoviriform (früher Ichnovirus, Ichnoviren) mit einfacher Lipiddoppelschicht und Bracoviriform (früher Bracovirus, Bracoviren) mit doppelter Lipiddoppelschicht in ihrer jeweiligen Virushülle. Erstere kommen in Ichneumonidae vor, während letztere in Braconidae auftreten.

## Struktur
Während Ichnoviriforme im Transmissionselektronenmikroskop eine eiförmige Gestalt besitzen (Ascoviridae-ähnliche Morphologie), sind Bracoviriforme stabförmig (Baculoviridae-ähnlich). Die Entstehung der Polydnaviren wird auf zwischen 64 und 100 Millionen Jahre vor unserer Zeitrechnung datiert und wird heute ausschließlich auf die Nachkommenschaft übertragen (vertikale Infektion). Das virale Genom ist in das Genom der Schlupfwespe integriert, während die Virionen der Polydnaviren nur in den Calyxzellen der Ovarien gebildet werden und gemeinsam mit den Wespeneiern in die parasitierte Raupe injiziert werden. Das Virion enthält mehrere Kopien viraler dsDNA in segmentierter, ringförmiger und superspiralisierter Form mit Längen zwischen 2 Kbp und 31 Kbp. Je nach Spezies kommen ein bis mehrere Kapside pro Virion vor, also innerhalb einer Virushülle. Bracoviren verlassen die Calyxzellen durch Lyse, während Ichnoviren die Calyxzellen durch Knospung verlassen.

## Parasitismus und Symbiose

Injektion von Polydnaviren

Polydnaviriforme sind Teil einer einzigartigen Wirts-Pathogen-Beziehung zwischen parasitoiden Schlupfwespen, den parasitierten Raupen (meist Lepidoptera) und dem symbiotischen Virus der Schlupfwespe. Die Raupen sind Wirte der parasitoiden Schlupfwespenlarven, während die Schlupfwespen symbiontische Wirte für die Polydnaviren sind. Gleichzeitig sind Polydnaviren Pathogene für die Raupen, was den symbiotischen Nutzen für die Schlupfwespen darstellt. Die Virionen der Polydnaviren werden nur in den Calyxzellen der Ovarien gebildet und gemeinsam mit den Wespeneiern in die parasitierte Raupe injiziert. Das Virion enthält nicht alle notwendigen Gene für eine Replikation, dafür aber verschiedene, aus dem Genom der Schlupfwespe abgeleitete Virulenzfaktoren, darunter verkürzte Versionen mit Homologie zu Genen der Raupe, die deren Funktion hemmen. Das Virus moduliert das Immunsystem, den Stoffwechsel und das Verhalten der parasitierten Raupe, ohne darin repliziert zu werden. Polydnaviren und Schlupfwespen haben somit einen symbiotischen Mutualismus, denn das Virus dient als Vektor für den transienten Gentransfer, während die Wespen nur in ihren Eierstöcken für dessen Vermehrung sorgen.

## Hemmung der Abwehrreaktionen
Die Modulation der Immunreaktion auf die injizierten Eier in den parasitierten Wirten verhindert die üblicherweise eintretende Abwehrreaktion. Diese besteht aus einer Verkapselung der Eier mit den Hämatozyten des Mixocoels, die anschließend durch weitere Hämatozyten über die Phenoloxidase mit Melanin die Sauerstoffversorgung des Fremdkörpers mindert, wodurch die Entwicklung eines Pathogens verlangsamt oder beendet wird. Polydnaviren können darüber hinaus unter anderem durch Hemmung von NF-κB in Hämatozyten diese inaktivieren oder zerstören, was diese Abwehr schwächt. Das Polydnavirus von Cotesia rubecula codiert das Protein CrV1, welches Aktin-Filamente in Hämatozyten depolymerisiert, wodurch deren Beweglichkeit und Stabilität eingeschränkt wird. Das Bracovirus des Microplitis demolitor (MdBV) induziert die Apoptose in Hämatozyten durch PTP-H2, wodurch weniger Abwehr erfolgt und mehr flüssige Nahrung zur Verfügung steht. Weiterhin wird die Phagozytose und Adhäsion der Hämatozyten durch das Gen GLC1.8 gemindert, was die Abwehr weiter mindert. Durch Egf1.0 wird die Phenoloxidase inhibiert, was die Melaninbildung im Zuge der Immunabwehr unterbindet.
Das Protein Ankyris hemmt die Wirkung antiviraler Peptide. In manchen Ichnoviren hemmt Vankyrin die Induktion der Apoptose. Das virale Innexin-verwandte Protein Vinnexin verändert die Kommunikation zwischen den Zellen der Raupe an den Gap Junctions. Darüber hinaus induzieren Polydnaviren im Wirt eine Hyperglycämie, was das Nahrungsangebot für die Schlupfwespenlarven verbessert.
Weiterhin führen Polydnaviriforme zu Verhaltensänderungen in den parasitierten Raupen, welche nach einer Infektion das Wandern und die Verpuppung unterlassen, um die aus ihr geschlüpften und sich verpuppenden Schlupfwespenlarven vor Fraßfeinden oder anderen Parasitoiden zu beschützen, bis die eigenen Energiereserven aufgebraucht sind und die Raupe verstirbt. Polydnaviren sind der erste bekannte Fall eines Gentransfervektors, der von Parasitoiden neben der Modulation des Immunsystems und des Stoffwechsels zu Verhaltensänderungen im Wirt genutzt wird. Weiterhin ist es der erste bekannte Fall, dass Wirte bis zur Selbstaufgabe die Nachkommen ihrer Parasiten oder Parasitoiden außerhalb ihres Körpers beschützen.

## Virus-like particles
Manche Polydnaviroforme produzieren nur Virus-like particles (VLP) ohne enthaltene Nukleinsäuren, die an sich schon die Immunreaktion dämpfen, z. B. bei Venturia canescens (Ichneumonoidea) und Leptopilina sp. (Figitidaea). Die VLP des V. canescens (VcVLP1, VcVLP2, VcNEP …) werden in Calyxzellen produziert, um in den Eileiter entlassen zu werden. Da die DNA-Sequenzen der VLP-Proteine größere Ähnlichkeiten mit Hymenoptera-Proteinen als mit viralen Proteinen aufweist, ist ein nichtviraler Ursprung vermutet worden.
Die Wespe Leptopilina heterotoma sezerniert VLP, welche die Lamellozyten penetrieren können.

## Vorkommen
Polydnaviriforme kommen in verschiedenen Unterfamilien der Schlupfwespen vor, darunter
- Bracoviriform bei:

- Microgastrinae
- Miracinae
- Cheloninae
- Cardiochilinae
- Khoikhoiinae
- Mendesellinae

- Ichnoviriform bei:

- Campopleginae
- Banchinae

## Systematik

### Interne Systematik
Mit Stand Mitte April 2024 sind vom International Committee on Taxonomy of Viruses (ICTV) besteht die Familie Polydnaviridae aus den beiden folgenden Gattungen:
Familie Polydnaviriformidae (früher Polydnaviridae)
- Gattung Bracoviriform (früher Bracovirus, BV, Bracoviren)[27]
- Gattung Ichnoviriform (früher Ichnovirus, IV, Ichnoviren)[28]

### Externe Systematik
Nukleinsäureanalysen legen eine sehr lange Verbindung der Viren mit den Wespen nahe (mehr als 70 Millionen Jahre).
Bezüglich der Co-Evolution der Wespen und der Viren wurden zwei gegensätzliche Vorschläge unterbreitet.
- Der erste Vorschlag geht von der Annahme aus, dass das Virus von Wespengenen abstammt. Viele parasitoide Wespen, die keine Polydnaviriforme verwenden, injizieren Proteine mit viele gleichwertige Funktionen haben, d. h. die Immunantwort des Wirts auf das Parasitenei unterdrücken und deshalb englisch Virus-like particles (VLPs) genannt werden (siehe unten). In diesem Modell haben die braconiden und ichneumoniden Wespen Gene für diese Funktionen in die Viren verpackt – was im Wesentlichen zu einem Gentransfersystem führt, bei dem die Raupe selbst die immunsuppressiven Faktoren produziert. In diesem Szenario wurden die Strukturproteine der Viren (Kapside) wahrscheinlich von vorhandenen Viren „entlehnt“.
- Der alternative Vorschlag nimmt an, dass Wespenvorfahren eine vorteilhafte Symbiose mit einem vorhandenen Virus entwickelten, die schließlich zur Integration des Virus in das Genom der Wespe führte. Die für die Virusreplikation und die Kapside verantwortlichen Gene waren dann unnötig und irgendwann nicht mehr im Virus-Genom enthalten.

Diese zweite Hypothese wird durch die unterschiedlichen Morphologien zwischen IV und BV gestützt, was auf unterschiedliche Abkunft der beiden Gattungen schließen lässt.
Die IV weisen bemerkenswerte Ähnlichkeiten mit Ascoviren auf und haben sich vermutlich aus diesen entwickelt,
während sich die BV möglicherweise vor etwa 100 Millionen Jahren aus den Nudiviridae entwickelt haben.
Die Polydnaviridae (d. h. die Gruppe der Bracoviren) scheinen nach Koonin et al. (2015 und 2019) zusammen mit den Nimaviridae, Hytrosaviridae, Baculoviridae und den Nudiviridae eine noch unbenannte Verwandtschaftsgruppe zu bilden, für die die Autoren folgenden Stammbaum vorschlagen:
|                         | Hytrosaviridae |
|                         | |
|                         | \| \| Baculoviridae \| \| \| \| \| \| Nudiviridae \| \| \| \| \| \| Polydnaviri[formi]dae (ohne die Ichnoviren, d. h. nur die Bracoviren) \| \| Vorlage:Klade/Wartung/3 \| \| |
|                         | |
|                         | Baculoviridae |
|                         | |
|                         | Nudiviridae |
|                         | |
|                         | Polydnaviri[formi]dae (ohne die Ichnoviren, d. h. nur die Bracoviren) |
| Vorlage:Klade/Wartung/3 | |

|                         | Baculoviridae                                                         |
|                         |                                                                       |
|                         | Nudiviridae                                                           |
|                         |                                                                       |
|                         | Polydnaviri[formi]dae (ohne die Ichnoviren, d. h. nur die Bracoviren) |
| Vorlage:Klade/Wartung/3 |                                                                       |

|                         | Hytrosaviridae |
|                         | |
|                         | \| \| Baculoviridae \| \| \| \| \| \| Nudiviridae \| \| \| \| \| \| Polydnaviri[formi]dae (ohne die Ichnoviren, d. h. nur die Bracoviren) \| \| Vorlage:Klade/Wartung/3 \| \| |
|                         | |
|                         | Baculoviridae |
|                         | |
|                         | Nudiviridae |
|                         | |
|                         | Polydnaviri[formi]dae (ohne die Ichnoviren, d. h. nur die Bracoviren) |
| Vorlage:Klade/Wartung/3 | |

|                         | Baculoviridae                                                         |
|                         |                                                                       |
|                         | Nudiviridae                                                           |
|                         |                                                                       |
|                         | Polydnaviri[formi]dae (ohne die Ichnoviren, d. h. nur die Bracoviren) |
| Vorlage:Klade/Wartung/3 |                                                                       |

Die beiden Virusgattungen in der Familie sind nach Dupuy et al. (2006) nicht phylogenetisch verwandt, was bedeutet, dass dieses Taxon möglicherweise überarbeitet werden muss, was bislang (Stand Mitte April 2024) aber noch nicht geschehen ist. Die Polydnaviriformdae ohne Ichnoviriform sind (wie vermutet) entweder eine Schwesterklade der Baculoviridae oder der Gattung Deltanudivirus (mit Tiplua oleracea nudivirus, ToNV) innerhalb der Nudiviridae.